# Come mi pare
Come mi pare è un singolo del supergruppo italiano Fabi Silvestri Gazzè, pubblicato il 14 novembre 2014 come terzo estratto dal primo album in studio Il padrone della festa.

## Video musicale
Il videoclip è stato pubblicato su YouTube il 14 novembre 2014 ed è diretto da Simone Cecchetti e Giacomo Citro.

## Tracce
1. Come mi pare – 4:02